# Shōkōjo Seira
Shōkōjo Seira è un dorama stagionale autunnale prodotto e mandato in onda dalla TBS in 10 puntate nel 2009. La storia si basa essenzialmente sul romanzo per ragazzi La piccola principessa di Frances Hodgson Burnett, ma riprende anche molti temi specifici della serie animata prodotta negli anni '80 conosciuta come Lovely Sara.
Il personaggio principale, Seira, interpretato da Mirai Shida, dovrà affrontare molte difficili prove presso il collegio femminile "Millenius Seminary", dove si trova come convittrice dopo esser tornata in patria.
È inedito in Italia. Tra il 2009 e il 2010 ne è stato inoltre tratto un manga in due volumi disegnato da Tanaka Minato.

## Trama
Seira è cresciuta in India, ma decide di andare in Giappone per continuare la sua formazione scolastica presso un collegio riservato a ragazze benestanti, a suo tempo frequentato anche dalla madre. La ragazza è educata, gentile e di indole generosa, e ben presto si guadagna facilmente molte amicizie tra le compagne.
Purtroppo per lei una delle persone a cui la ragazzina non è affatto simpatica è proprio l'arcigna direttrice della scuola, che però è costretto dalle circostanze a trattarla bene a causa della cospicua retta versatagli dal padre di lei.
Durante la festa di compleanno per i suoi 16 anni la ragazza viene però informata che il padre è morto improvvisamente a seguito d'un incidente, lasciandola così praticamente senza un soldo. Di conseguenza, si trova di punto in bianco costretta a lavorare come una serva dell'istituto, al fine di potersi mantenere. Tutte iniziano a trattarla male, tranne un ragazzo povero di qualche anno più grande che lavora in cucina e la 'somara' della classe. Il rancore della direttrice è dovuto ad un fatto accaduto quand'era stata compagna di scuola della madre di Seira; che quindi ora poteva vendicarsi sulla figlia.
Ad un tratto però i beni paterni riaffiorano facendo nuovamente diventare la buona e modesta Seira molto ricca. Dal momento che il collegio si trovava letteralmente sull'orlo del fallimento, ecco che interviene l'aiuto di Seira ma ad una condizione, d'essere cioè riammessa a tutti gli effetti a scuola.

## Protagonisti
Seira Kuroda (黒田セイラ?, Kuroda Seira)
nel romanzo: Sarah Crewe
interpretata da: Mirai Shida
15-16 anni. Orfana di madre vive col ricchissimo padre in India. Soprannominata "la principessa" (la chiamava così la madre quando era piccola, convinta com'era che tutte le ragazze lo fossero) decide di andare a studiare in Giappone nella scuola frequentata anni prima dalla madre, ma dopo la morte del padre per un incidente si trova senza un soldo e costretta a prestarvi servizio come sguattera.
Kaito Miura (三浦カイト?, Miura Kaito)
nel romanzo: Becky
interpretato da: Kento Hayashi
18 anni. Lo sguattero povero che lavora nella cucina della scuola per mantenere la famiglia dal momento che il padre è malato. Non potendosi permettersi di pagare la retta, non viene ammesso alle lezioni.
Yukio Aran (亜蘭由紀夫?, Aran Yukio)
nel romanzo: Monsieur Durfage
interpretato da: Seiichi Tanabe
Insegnante di francese. Si mantiene sempre affabile e ben disposto verso Seira (anche contro la volontà della direttrice) e le regala per tirargli su il morale una biografia di Maria Antonietta. Un tipo brillante ma in qualche modo misterioso.
Masami Shoji (東海林まさみ?, Shoji Masami)
nel romanzo: Ermengarde St. John
interpretata da: Anri Okamoto
16 anni. L'asina della classe, l'unica di buon cuore che instaura un rapporto di sincera amicizia con Seira. Minacciata, si troverà a dover subire gli atti di bullismo di Maria.
Kaori Mizushima
interpretata da: Shiori Kutsuna
16 anni. L'unica studentessa che sembra capace di tener testa a Maria, anche se tenta di non intromettersi mai preferendo rimanere "invisibile" alle altre compagne, tanto da fare appositamente errori durante le lezioni per non primeggiare.
Maria Takeda (武田真里亜?, Takeda Maria) alias Hiroko Takeda
nel romanzo: Lavinia Herbert
interpretata da: Fujiko Kojima
16 anni. La perfida capoclasse. Orgogliosa ed egoista, ha mutato il suo vero nome Hiroko in Maria perché lo reputa troppo banale e si vergogna del padre, un tipo affabile e alla buona.
Ryunosuke Kuroda (黒田龍之介?, Kuroda Ryunosuke)
nel romanzo: Ralph Crewe
interpretato da: Atsushi Yanaka
Il padre di Seira. È il proprietario di un'importante compagnia mineraria che opera nel sud dell'India e morirà in un incidente.
Kaoruko Kuroda (黒田薫子?, Kuroda Kaoruko)
interpretata da: Tomoka Kurokawa
La madre di Seira, morta quando la ragazza era ancora molto piccola.
Seiichiro Onuma (小沼誠一郎?, Onuma Seiichiro)
interpretato da: Shinya Owada
Il capo cuoco della scuola.
Hideko Onuma (小沼日出子?, Onuma Hideko)
interpretata da: Yuriko Hirooka
Moglie di Seiichiro.
Emiko Mimura (三村笑美子?, Mimura Emiko)
nel romanzo: Amelia Minchin
interpretata da: Yuki Saitō
Sorella minore di Chieko e caratterialmente il suo esatto opposto. Insegnante di Guwen, l'antica forma di scrittura derivante dai caratteri cinesi.
Chieko Mimura (三村千恵子?, Mimura Chieko)
nel romanzo: Mary Minchin
interpretata da: Kanako Higuchi
La terribile e rigorosa direttrice del collegio.
Yoshito Chris (栗栖慶人?, Kurisu Yoshito)
nal romanzo: Thomas Carrisford
interpretato da Jun Kaname
Un giovane uomo che appare del tutto inaspettatamente nella vita di Seira e che andrà a vivere nel palazzo di fronte al "Millenius".

### Altre studentesse
- Rima Nishizaki - Misuzu
- Mizuki Sashide - Rion
- Ai Ikeda
- Natsumi Ishibashi
- Yukino Kishii
- Natsuko Aso
- Mami Asaoka
- Hikari Kikuzato
- Sara Takatsuki
- Tsugumi Shinohara
- Kayano Masuyama
- Arisa Nakamura
- Yuko Masumoto

### Star ospiti
- Mansaku Fuwa: Hiroshi Takeda, padre di Maria
- Jun Matsumoto: Madre di Maria
- Kazuaki Hankai: padre di Kaito - ep. 5
- Yumiko Araki: madre di Kaito
- Ken Yasuda: Takashi Suzumura - ep. 6
- Kanon Kasuga: Romi Suzumura (nel romanzo: Lottie Legh) - ep. 6
- Eri Fuse: - ep. 7
- Mako Ishino: - ep. 8
- Yasuhito Hida: - ep. 8
- Tomohiro Ichikawa: - ep. 8
- Tsuyoshi Muro: - ep. 9
- Chiho Hinata
- Ruriko Asaoka

## Episodi
| Stagione       | Episodi | Prima TV Giappone | Prima TV Italia |
| -------------- | ------- | ----------------- | --------------- |
| Prima stagione | 10      | 2009              | inedita         |

## Sigla
- Kanashimi wa Kitto (哀しみはきっと?) degli Uverworld